# Puťjatinův ostrov
Ostrov Puťjatina (rusky Остров Путятина) leží v Japonském moři v zálivu Petra Velikého. Nese jméno ruského admirála a diplomata Jevfimije Vasiljeviče Puťjatina.